# 31774 Debralas
31774 Debralas este o planetă minoră (asteroid), cu un diametru de 5,355 km, din centura de asteroizi. A fost descoperită pe 13 mai 1999 la Experimental Test Site⁠(d) de Lincoln Near-Earth Asteroid Research. 
Obiectul prezintă o orbită caracterizată de o semiaxă mare de 3,0414311 UAi, o excentricitate de 0,12, o înclinație de 2,5964 ° în raport cu ecliptica.